# Nicholson Rock
Nicholson Rock är en kulle i Antarktis. Den ligger i Västantarktis. Inget land gör anspråk på området. Toppen på Nicholson Rock är 1 434 meter över havet.
Terrängen runt Nicholson Rock är kuperad åt nordväst, men åt sydost är den platt. Trakten är obefolkad. Det finns inga samhällen i närheten.